# Uvariastrum
Uvariastrum is een geslacht uit de familie Annonaceae. De soorten uit het geslacht komen voor in tropisch Afrika.

## Soorten
- Uvariastrum germainii Boutique
- Uvariastrum hexaloboides (R.E.Fr.) R.E.Fr. ex N.Robson
- Uvariastrum insculptum (Engl. & Diels) Sprague & Hutch.
- Uvariastrum pierreanum Engl.
- Uvariastrum zenkeri Engl. & Diels